# Setaria vatkeana
Setaria vatkeana är en gräsart som beskrevs av Karl Moritz Schumann. Setaria vatkeana ingår i släktet kolvhirser, och familjen gräs. Inga underarter finns listade i Catalogue of Life.